# Hyptis paludosa
Hyptis paludosa é uma espécie de planta do gênero Hyptis e da família Lamiaceae. 

## Taxonomia
A espécie foi descrita em 1833 por George Bentham. 
O seguinte sinônimo já foi catalogado:  
- Mesosphaerum paludosum  (A.St.-Hil. ex Benth.) Kuntze

## Forma de vida
É uma espécie terrícola e herbácea. 

## Descrição
| Raiz                                    | Raiz        |
| --------------------------------------- | ----------- |
| xilopódio                               | ausente     |
| Folha                                   |             |
| margem                                  | serreada    |
| pecíolo                                 | presente    |
| lâmina margem                           | plana       |
| lâmina textura                          | membranácea |
| Inflorescência                          |             |
| forma do capítulo maduro                | esférico    |
| pedúnculo                               | presente    |
| Flor                                    |             |
| apêndice complanado nos lobos do cálice | ausente     |
| estilopódio                             | ausente     |

## Conservação
A espécie faz parte da Lista Vermelha das espécies ameaçadas do estado do Espírito Santo, no sudeste do Brasil. A lista foi publicada em 13 de junho de 2005 por intermédio do decreto estadual nº 1.499-R. 

## Distribuição
A espécie é encontrada nos estados brasileiros de Bahia, Espírito Santo, Minas Gerais, Pernambuco, Rio de Janeiro e São Paulo. 
A espécie é encontrada no domínio fitogeográfico de Mata Atlântica, em regiões com vegetação de floresta ombrófila pluvial e restinga.